# David Gaudu
David Gaudu (Landivisiau, Bretaña, 10 de octubre de 1996) es un ciclista profesional francés que desde 2017 corre para el equipo Groupama-FDJ.

## Palmarés
2016
- Carrera de la Paz sub-23, más 1 etapa
- Tour del Porvenir, más 1 etapa

2017
- 1 etapa del Tour de l'Ain[1]

2019
- 1 etapa del Tour de Romandía

2020
- 2 etapas de la Vuelta a España

2021
- Faun-Ardèche Classic
- 1 etapa de la Vuelta al País Vasco
- 1 etapa del Tour de Luxemburgo

2022
- 1 etapa de la Vuelta al Algarve
- 1 etapa del Critérium del Dauphiné

2024
- Tour de Jura
- 1 etapa del Tour de Luxemburgo

2025
- 1 etapa del Tour de Omán

## Resultados

### Grandes Vueltas y Campeonatos del Mundo
| Carrera         | Carrera         | 2017 | 2018 | 2019 | 2020 | 2021 | 2022 | 2023 | 2024 | 2025 |
| --------------- | --------------- | ---- | ---- | ---- | ---- | ---- | ---- | ---- | ---- | ---- |
|                 | Giro de Italia  | —    | —    | —    | —    | —    | —    | —    | —    | 66.º |
|                 | Tour de Francia | —    | 34.º | 13.º | Ab.  | 11.º | 4.º  | 9.º  | 65.º | —    |
|                 | Vuelta a España | —    | —    | —    | 8.º  | —    | —    | —    | 6.º  | —    |
| Mundial en Ruta | Mundial en Ruta | —    | —    | —    | —    | —    | —    | —    | 33.º | —    |

—: no participa

Ab.: abandono

### Vueltas menores
| Carrera | Carrera                | 2017 | 2018 | 2019 | 2020 | 2021 | 2022 | 2023 | 2024 | 2025 |
| ------- | ---------------------- | ---- | ---- | ---- | ---- | ---- | ---- | ---- | ---- | ---- |
|         | París-Niza             | —    | —    | —    | —    | Ab.  | Ab.  | 2.º  | Ab.  | —    |
|         | Tirreno-Adriático      | —    | —    | —    | —    | —    | —    | —    | —    | Ab.  |
|         | Volta a Cataluña       | 38.º | 12.º | —    | X    | —    | —    | —    | —    |      |
|         | Vuelta al País Vasco   | —    | —    | 18.º | X    | 5.º  | 18.º | 4.º  | Ab.  |      |
|         | Tour de Romandía       | 39.º | 20.º | 5.º  | X    | —    | —    | —    | 14.º |      |
|         | Critérium del Dauphiné | Ab.  | 45.º | 40.º | —    | 9.º  | 17.º | 30.º | 15.º |      |

—: No participa

Ab.: Abandona

X: No se disputó

## Equipos
- FDJ stagiaire (2016)
- FDJ (2017-)
  - FDJ (2017-2018)
  - Groupama-FDJ (2018-)